# 守護天使莉莉佳
《救護天使莉莉佳》（日语：ナースエンジェルりりかSOS）又譯護士小天使（香港動畫版）、莉莉佳SOS（大然漫畫版）、急救天使莉莉佳SOS ，是日本漫畫作品，原作者是秋元康，作畫者是池野戀，全4冊。同名動畫，在台灣衛視中文台及香港無綫電視播出。

## 登場角色
森谷莉莉佳（聲：麻生香里（日）、許淑嬪（台）、梁少霞（香港））
可以變身為救護天使，主要能力是治癒。很喜歡加納學長和對星夜有少少好感(後來這感覺很強烈)，跟星夜是一起長大的青梅竹馬。就讀私立白鳩學園四年B班，是個開朗活潑的女孩子。在漫畫版後日談最後與宇崎星夜成為戀人。
宇崎星夜（聲：石田彰（日）、楊凱凱（台）、蔡惠萍（香港））
住在莉莉佳家隔壁，與莉莉佳是一起長大的青梅竹馬，身為醫生的兒子卻害怕看到血，喜歡莉莉佳。動畫中，星夜的家人只有父母兩個，而原作漫畫中則還有一個叫做美月的姊姊。房間和莉莉佳房間的窗戶對望，常和莉莉佳在窗戶邊聊天。一開始加納不想他捲入危險而洗去他看見莉莉佳戰鬥的記憶，但在自己生命只剩下不多時間時，終於被星夜的誠意打動而繼承了加納的異能。在漫畫版後日談最後與森谷莉莉佳成為戀人。
加納望（聲：菊池英博（日）、魏伯勤（台）、何國星（香港））
轉學生，其真實身分是異世界克依·安斯星球的使者-卡農。於第14話不幸戰死，然後被布魯斯洗腦附生所用，最後在第26話成功獲救，回到克依·安斯後繼續尋找之前一直找不到的生命之花，想不到他要在莉莉佳十一歲生日前夕宣佈噩兆...在漫畫版後日談與海倫娜公主結婚。
海倫娜公主（聲：天野由梨（日）、沈小蘭（香港））
克依·安斯星球的公主，卡農的青梅竹馬，為拯救百姓，身體日漸衰弱。值得一的是莉莉佳與星夜從未直接與她見面，只從她的聲音溝通。
蜜蜜娜公主（聲：並木法子（日））
克依·安斯星球的二公主，海倫娜公主的妹妹。布魯斯被消滅後才來到地球，不停提醒莉莉佳儘快找生命之花，從讀心能力得知純白救護天使（ナースエンジェルピュアホワイト）與生命之花之間的殘酷真相。
森谷一等（聲：藤原啓治（日））
莉莉佳的父親。植物學家。
森谷賞（聲：湯淺香織（日））
莉莉佳的弟弟。有點自大，不過很堅強。上幼稚園（大班）。
森谷圓（聲：天野由梨（日））
莉莉佳的母親。溫柔但也有嚴格的一面。
森谷胡桃（聲：三矢雄二（日））
莉莉佳的祖母。原本是個護士。
興趣是電子遊戲，還擔任銀色足球隊的守門員，是個很有朝氣又對人溫柔的奶奶。在家庭裡對莉莉佳最好。
水原花林（聲：鈴木薰（日）、沈小蘭（香港））、風見安奈（聲：仲尾梓（日））
是和莉莉佳相互依賴的好朋友，話題離不開由帥哥開的甜品店。
桑野美雪（聲：松岡恵美子（日））
經常稱莉莉佳作「野蠻人」的大小姐，迷戀加納得還在學校成立了「加納望親衛隊」自立隊長，但有一次難得地勸服莉莉佳和她的爸爸和好。
宇崎宙（聲：坂東尚樹（日））
星夜的父親，宇崎醫院的院長。
宇崎裕子（聲：富永美衣奈（日））
星夜的母親，總是擔心著星夜和莉莉佳他們的溫柔女性。
杜威（聲：渕崎有里子（日））
原黑暗魔王成員，後來洗心革面加入莉莉佳一夥，爲了為莉莉佳補充綠色疫苗讓黑色疫苗四散。在漫畫版後日談直接以克依·安斯星球的近衛隊長的身份登場。
布魯斯（聲：堀川亮（日））
黑暗魔王首領，由於事前預備大量的黑色疫苗，即使莉莉佳一夥消滅布魯斯之後，仍要爲他收拾黑色疫苗四處搗亂的殘局。

## 出版書籍
漫畫
| 冊數 | 集英社    | 集英社             | 大然文化       | 大然文化           |
| 冊數 | 發售日期  | ISBN               | 發售日期       | ISBN               |
| ---- | --------- | ------------------ | -------------- | ------------------ |
| 1    | 1995年9月 | ISBN 4-08-853815-3 | 1996年4月1日   | ISBN 957-25-2263-9 |
| 2    | 1996年1月 | ISBN 4-08-853835-8 | 1996年8月15日  | ISBN 957-25-2264-7 |
| 3    | 1996年6月 | ISBN 4-08-853862-5 | 1996年12月16日 | ISBN 957-25-2265-5 |
| 4    | 1996年9月 | ISBN 4-08-853878-1 | 1997年4月1日   | ISBN 957-25-2768-1 |

小說
1996年3月發售、ISBN 4-08-614177-9

## 電視動畫

### 製作團隊
- 原作：秋元康
- 漫画：池野恋
- 執行製作人：若菜章夫（GALLOP）
- 演出協力：高橋良輔（Akabanten）
- 監督：大地丙太郎
- 人物設計/總作画監督：渡邊一
- 美術監督：小林七郎
- 撮影監督：羽山泰功
- 音楽：光宗信吉
- 音響監督：田中一也
- 製作人：小林教子（東京電視台）・松下洋子（NAS）
- 動画校驗：手島のり子、鳥羽厚、朱韋光、片山基成
- 美術監督補：加藤賢司、高橋久嘉
- 背景：小林Production
- 色彩設定：横井正人
- 色彩指定：平原加奈、新里美千代、高石峯子、若菜陽子、佐藤秀一
- 特殊效果：完甘幸隆、岡島雄二、前川孝、村口冬仁
- 攝影：清水宏泰、風村久生、小林徹、荒川浩介、西山政良、赤沢賢二、筒井義明、長谷川裕、星知良、荒川智志、中富広志、加藤顕、遠藤匠彦、中川晶男
- 編集：松村正宏、伊藤裕
- 標題：Maki Pro
- 現像：東京現像所
- 音響制作協力：Beeline
- 音樂協力：TV東京Music
- 音響效果：神保大介（Sound garden）
- 調整：桑原邦男（Beeline）
- 選角協力：柿原隆之、高倉順子
- 録音工作室：代代木動畫學院原宿校工作室
- 副製作人：重松征史（GALLOP）
- 制作協力：梦太公司、No side、Thumb tack企画、Daizo Productions
- 製作進行：菊川秀夫、山本晴子、高山昌義、小林功治、宮下勇治、香月雅、河村義治、城倉啓二、鮎田善史
- 宣傳：門司玲子→神宮綾（東京電視台）
- 動畫製作：GALLOP
- 製作：東京電視台、NAS

### 主題曲
片頭曲
- （第1話到第26話）歌：翠玲 (cutting edge)
作詞：秋元康 作曲：小室哲哉 編曲：小室哲哉＆久保Kubo
- （第27話到第35話）歌：南英子(日本古倫美亞)
作詞：秋元康 作曲：鈴木喜三郎 編曲：岩崎文紀

片尾曲
- （第1話到第23話）歌：麻生かほ里
作詞：秋元康　作曲：まりちゃんズ 編曲：岩本正樹
- （第24話到第35話）歌：麻生かほ里
作詞：有森聡美 作曲：工藤崇 編曲：岩本正樹

共同Star Child

### 各話列表
| 話數 | 播放日期     | 標題 | 腳本       | 分鏡       | 演出       | 作画監督            |
| ---- | ------------ | ---- | ---------- | ---------- | ---------- | ------------------- |
| 1    | 1995年7月7日 |      | 戸田博史   | 大地丙太郎 | 大地丙太郎 | 伊東芳弘            |
| 2    | 7月14日      |      | 竹田裕一郎 | 桜井弘明   | 桜井弘明   | 林明美              |
| 3    | 7月21日      |      | 面出明美   | 牛草健     | 牛草健     | 朴致萬              |
| 4    | 7月28日      |      | 平見瞠     | 渡辺純央   | 渡辺純央   | 鳥羽厚              |
| 5    | 8月4日       |      | 竹田裕一郎 | 酒井伸次   | 酒井伸次   | 朴致萬              |
| 6    | 8月11日      |      | 戸田博史   | 杉島邦久   | 杉島邦久   | 渡辺はじめ          |
| 7    | 8月18日      |      | 面出明美   | 岡崎幸男   | 岡崎幸男   | 林明美              |
| 8    | 8月25日      |      | 平見瞠     | 桜井弘明   | 桜井弘明   | 朴致萬              |
| 9    | 9月1日       |      | 面出明美   | 山崎茂     | 山崎茂     | 鳥羽厚              |
| 10   | 9月8日       |      | 平見瞠     | 牛草健     | 牛草健     | 朴致萬              |
| 11   | 9月15日      |      | 竹田裕一郎 | 酒井伸次   | 酒井伸次   | 渡辺はじめ          |
| 12   | 9月22日      |      | 戸田博史   | 岡崎幸男   | 岡崎幸男   | 林明美              |
| 13   | 9月29日      |      | 面出明美   | 杉島邦久   | 杉島邦久   | 朴致萬              |
| 14   | 10月6日      |      | 平見瞠     | 渡辺純央   | 山崎茂     | 鳥羽厚              |
| 15   | 10月13日     |      | 大地丙太郎 | 大地丙太郎 | 大地丙太郎 | 渡辺はじめ          |
| 16   | 10月20日     |      | 平見瞠     | 桜井弘明   | 桜井弘明   | 渡辺はじめ          |
| 17   | 10月27日     |      | 面出明美   | 牛草健     | 牛草健     | 朴致萬              |
| 18   | 11月3日      |      | 竹田裕一郎 | 岡崎幸男   | 岡崎幸男   | 林明美              |
| 19   | 11月10日     |      | 丸尾みほ   | 高本宣弘   | 高本宣弘   | 朴致萬              |
| 20   | 11月17日     |      | 戸田博史   | 山崎茂     | 山崎茂     | 片岡恵美子 朱偉光   |
| 21   | 11月24日     |      | 丸尾みほ   | 杉島邦久   | 杉島邦久   | 時永宣幸            |
| 22   | 12月1日      |      | 平見瞠     | 酒井伸次   | 酒井伸次   | 朴致萬              |
| 23   | 12月8日      |      | 平見瞠     | 岡崎幸男   | 岡崎幸男   | 林明美              |
| 24   | 12月15日     |      | 面出明美   | 桜井弘明   | 桜井弘明   | 小西洋子 渡辺はじめ |
| 25   | 12月22日     |      | 面出明美   | 高本宣弘   | 高本宣弘   | 朴致萬              |
| 26   | 1996年1月5日 |      | 竹田裕一郎 | 大地丙太郎 | 牛草健     | 時永宣幸            |
| 27   | 1月12日      |      | 戸田博史   | 酒井伸次   | 酒井伸次   | 原憲一              |
| 28   | 1月19日      |      | 丸尾みほ   | 牛草健     | 吉田健次郎 | 楠田悟              |
| 29   | 1月26日      |      | 面出明美   | 岡崎幸男   | 岡崎幸男   | 林明美              |
| 30   | 2月2日       |      | 平見瞠     | 杉島邦久   | 杉島邦久   | 朴致萬              |
| 31   | 2月9日       |      | 竹田裕一郎 | 桜井弘明   | 桜井弘明   | 竹市真              |
| 32   | 2月16日      |      | 平見瞠     | 高瀬節夫   | 高瀬節夫   | 亀井隆              |
| 33   | 2月23日      |      | 丸尾みほ   | 吉田健次郎 | 吉田健次郎 | 森中正春            |
| 34   | 3月1日       |      | 平見瞠     | 桜井弘明   | 桜井弘明   | 林明美              |
| 35   | 3月8日       |      | 面出明美   | 大地丙太郎 | 桜井弘明   | 和田高明            |

## 總評
主故事內容誇張
雖然本作內容過於華麗，小學生就有戰鬥能力，誇張人類的潛能，雖有正義必勝的啟發在，可是含有新世紀福音戰士抑鬱和焦慮感。
恐怖暴力場面
在第34集中，星夜在對決黑暗魔王時，黑暗魔王恐嚇星夜會用即死招式擊敗莉莉佳，出現驚人場面；是石化粉碎場面，令觀眾反感和食慾不振。而最後一集像新世紀福音戰士和傳說巨神的第39集一樣的死亡結局場面(但莉莉佳是最終能夠與死神擦身而過)，令不少網民在網上動畫討論區質疑秋元康、池野戀和大地丙太郎是不是製作給IIB級15至18歲以上人士或成年人士觀看。甚至有觀眾想起本作內容，可怕到不會懷念。不過這樣的自我犧牲卻繼續生存的結局，其實是作者們希望向青少年傳遞珍惜生命的訊息，因為本作首播映時日本的自殺率相當之高。(事實上在日本經濟泡沫、阪神大地震事件，而波及富豪家族和投資者的青少年負面情緒關係)當時更在動畫雜誌的「本月名場面票選」中獲得了第一名。
另外，本作品後來被矢立肇、大河原邦男和米谷良知參考而重新製作第八個勇者系列作品﹙後來是勇者王﹚。但是官方表明不承認是有聯繫，不過武器﹙不包括飛踢電鑽、粉碎噴射飛拳和天堂地獄破﹚變化如此之大很可能正是參考本作品﹙例如是救護天使的道具、緑のワクチン、黒のワクチン等等﹚而重新修改的設計。